# 湯托莊園 (亞利桑那州)
湯托莊園（英語：Tonto Estate）是位於美國亞利桑那州希拉縣的一個非建制地區。該地的面積和人口皆未知。

## 地理
湯托莊園的座標為34°21′32″N 111°05′40″W / 34.35889°N 111.09444°W，而該地的平均海拔高度為1755米（即5758英尺）。